# La Pagina da Surmeir
La Pagina da Surmeir ⓘ ist eine wöchentlich erscheinende Regionalzeitung im romanischen Idiom Surmiran. Die erste Ausgabe erschien am 6. Juni 1946. Die Zeitung hat rund 1'700 Abonnenten, davon ca. 60 % aus dem Surmeir. Die Redaktion befindet sich in Savognin.

## Geschichte
La Pagina da Surmeir wurde 1946 von der «Uniun rumantscha da Surmeir» (URS) gegründet, in Opposition zum Grischun Central von Leza Uffer, die zwischen Oktober 1946 und April 1948 erschien. Die URS kritisierte letztere wegen ihrer mangelhaften Orthographie und wegen des fehlenden politischen und sozialen Engagements. Die ersten Nummern sind als monatliche Beilage der Gasetta Romontscha erschienen. Ab November 1949 erschien sie einmal im Monat als eigenständige Zeitung. Ab Januar 1978 erschien sie zweimal pro Woche, seit Juli 1980 erscheint sie einmal pro Woche.
Redaktoren waren Duri Loza, Gion Duno Simeon (1950–1952), Alfred Scarpatetti (1952–1953), Gisep Willimann (1953–1955), Bonifazi Plaz (1955–1961), Albert Camen (1962–1968), Cyrill Brenn (1968–1976), Franz Capeder (1976–1979) und Rina Steier (1980–1986). Seit 1987 ist Peder Antona Baltermia Chefredaktor.

## Aktuell
La Pagina da Surmeir berichtet über das politische und kulturelle Geschehen im Albulatal und im Oberhalbstein. Der Zeitung ist auch das offizielle Amtsblatt für die Gemeinden Mittelbündens beigelegt. Damit ist sie eine der wenigen Bündner Regionalzeitungen, in der amtliche Verlautbarungen in allen drei Kantonssprachen (Deutsch, Romanisch und Italienisch) erscheinen. Der redaktionelle Teil ist durchgehend im lokalen romanischen Idiom Surmiran gehalten.